# 関ジャニ∞リサイタル お前のハートをつかんだる!!
『関ジャニ∞リサイタル お前のハートをつかんだる!!』（かんジャニエイトリサイタル おまえのハートをつかんだる）は、2015年7月18日から同年9月13日にかけて開催された関ジャニ∞のライブイベントツアー。2016年1月27日にINFINITY RECORDSから13枚目のライブDVD/Blu-rayとして発売された。

## 概要
- 前作『関ジャニズム LIVE TOUR 2014≫2015』から約9ヶ月振りのリリース。
- 本作はDVD盤、Blu-ray盤の2形態でリリース。
- 2015年7月18日から9月13日まで開催されたアリーナツアー『関ジャニ∞リサイタル お前のハートをつかんだる!!』の2015年8月16日の岩手・盛岡市アイスアリーナ公演を収録。
- DVD盤には、収録公演終演後にメンバー7人が会場の一室を使って行ったパーティー「十一祭？」と、各会場の「HGTB」のダイジェストをDisc 2に収録。更に、リサイタルPhoto Book（24P）を封入。
- Blu-ray盤には、「イッツ マイ ソウル」「あおっぱな」「モンじゃい・ビート」のマルチアングルと、「愛しのナポリタン」の各会場のダイジェストを収録。
- 各形態の初回プレス盤は、ハート型クラッチバッグ仕様となっている。

## 公演日程
| 年     | 月  | 日   | 開演時間 | 会場                                     |
| ------ | --- | ---- | -------- | ---------------------------------------- |
| 2015年 | 7月 | 18日 | 18:00    | ワールド記念ホール（兵庫県）             |
| 2015年 | 7月 | 19日 | 14:00    | ワールド記念ホール（兵庫県）             |
| 2015年 | 7月 | 19日 | 18:00    | ワールド記念ホール（兵庫県）             |
| 2015年 | 7月 | 25日 | 18:00    | 三重県営サンアリーナ（三重県）           |
| 2015年 | 7月 | 26日 | 14:00    | 三重県営サンアリーナ（三重県）           |
| 2015年 | 7月 | 26日 | 18:00    | 三重県営サンアリーナ（三重県）           |
| 2015年 | 8月 | 1日  | 18:00    | サンドーム福井（福井県）                 |
| 2015年 | 8月 | 2日  | 14:00    | サンドーム福井（福井県）                 |
| 2015年 | 8月 | 2日  | 18:00    | サンドーム福井（福井県）                 |
| 2015年 | 8月 | 8日  | 18:00    | エムウェーブ（長野県）                   |
| 2015年 | 8月 | 9日  | 14:00    | エムウェーブ（長野県）                   |
| 2015年 | 8月 | 9日  | 18:00    | エムウェーブ（長野県）                   |
| 2015年 | 8月 | 15日 | 18:00    | 盛岡市アイスアリーナ（岩手県）           |
| 2015年 | 8月 | 16日 | 14:00    | 盛岡市アイスアリーナ（岩手県）           |
| 2015年 | 8月 | 16日 | 18:00    | 盛岡市アイスアリーナ（岩手県）           |
| 2015年 | 8月 | 29日 | 18:00    | 鹿児島アリーナ（鹿児島県）               |
| 2015年 | 8月 | 30日 | 14:00    | 鹿児島アリーナ（鹿児島県）               |
| 2015年 | 8月 | 30日 | 18:00    | 鹿児島アリーナ（鹿児島県）               |
| 2015年 | 9月 | 5日  | 18:00    | セキスイハイムスーパーアリーナ（宮城県） |
| 2015年 | 9月 | 6日  | 14:00    | セキスイハイムスーパーアリーナ（宮城県） |
| 2015年 | 9月 | 6日  | 18:00    | セキスイハイムスーパーアリーナ（宮城県） |
| 2015年 | 9月 | 12日 | 18:00    | エコパアリーナ（静岡県）                 |
| 2015年 | 9月 | 13日 | 14:00    | エコパアリーナ（静岡県）                 |
| 2015年 | 9月 | 13日 | 18:00    | エコパアリーナ（静岡県）                 |

## 販売形態
- 発売日：2016年1月27日
  - DVD盤（JABA-5231~5232：2DVD）
    - リサイタルPhotoBook（24P）封入
    - ハート型クラッチバッグ仕様（初回プレス盤のみ）
    - 十祭スペシャルステッカーセット封入（初回プレス盤のみ）

  - Blu-ray盤（JAXA-5027：Blu-ray）
    - ハート型クラッチバッグ仕様（初回プレス盤のみ）
    - 5.1chサラウンド収録

## 収録内容

### 本編映像（セットリスト）
※各DVD盤は、Disc 1にM-1~9、Disc 2にM-10以降を収録。
〜宣誓〜
1. がむしゃら行進曲
2. T.W.L
3. 好きやねん、大阪。
4. 無責任ヒーロー
5. ＜ジャニーズメドレー＞
  1. LOVE YOU ONLY
  2. ギンギラギンにさりげなく
  3. ファンタスティポ / 錦戸亮・大倉忠義
  4. 愛のかたまり / 丸山隆平・安田章大
  5. 君だけに / 横山裕・渋谷すばる・村上信五
  6. 青いイナズマ / 丸山隆平・安田章大・錦戸亮・大倉忠義
  7. Everybody Go / 横山裕
  8. 感謝カンゲキ雨嵐
  9. 愛しのナポリタン
  10. SHE! HER! HER!

＜HGTB（ハートがっちりつかんだる部）＞
1. 前向きスクリーム!
2. イッツ マイ ソウル
3. あおっぱな
4. モンじゃい・ビート

＜キャンジャニ∞映像＞
1. 言ったじゃないか
2. ズッコケ男道

＜アンコール＞
1. 無限大

＜エンドロール＞
- 前向きスクリーム! "リサイタル" Remix

### 特典映像
※それぞれ本編映像終了後に収録。

#### DVD盤
| #         | タイトル                   | 作詞   | 作曲・編曲 | 時間  |
| --------- | -------------------------- | ------ | ---------- | ----- |
| 1.        | 「企画映像「十一祭?」」    |        |            | 34:51 |
| 2.        | 「各会場HGTBダイジェスト」 |        |            | 75:24 |
| 合計時間: | 合計時間:                  | 110:15 |            |       |

#### Blu-ray盤
| #         | タイトル                                   | 作詞  | 作曲・編曲 | 時間  |
| --------- | ------------------------------------------ | ----- | ---------- | ----- |
| 1.        | 「各会場「愛しのナポリタン」ダイジェスト」 |       |            | 18:43 |
| 2.        | 「イッツ マイ ソウル」                     |       |            | 5:46  |
| 3.        | 「あおっぱな」                             |       |            | 6:02  |
| 4.        | 「モンじゃい・ビート」                     |       |            | 7:44  |
| 合計時間: | 合計時間:                                  | 38:15 |            |       |